# غراس سليك
قريس بارنيت سليك (بالإنجليزية: Grace Slick)‏ (ولدت في 30 أكتوبر 1939) هي مغنية وكاتبة أغاني وموسيقية وفنانة أمريكية وعارضة أزياء سابقة.